# Австер

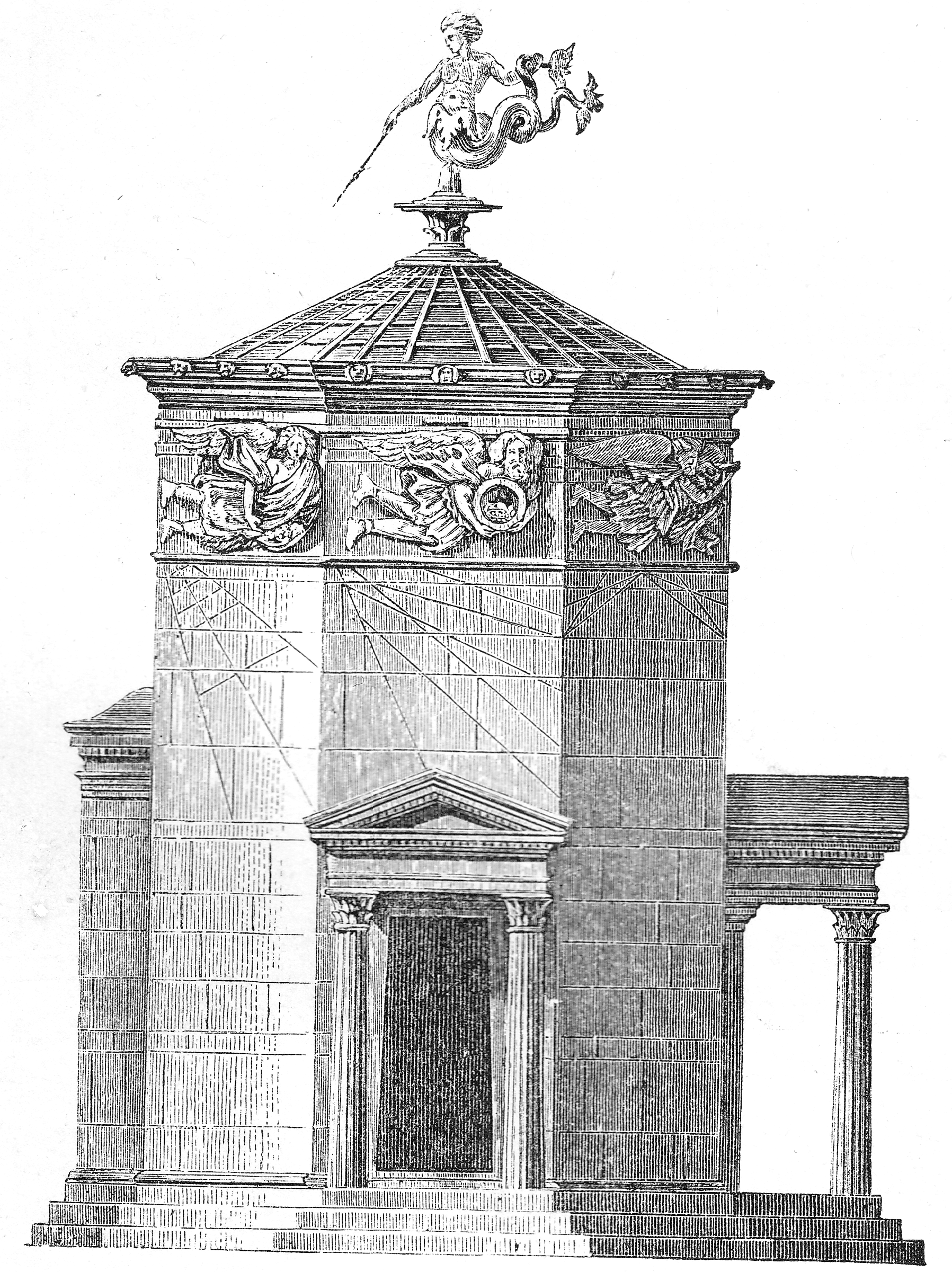
Вид афинской башни ветров в 1875 году

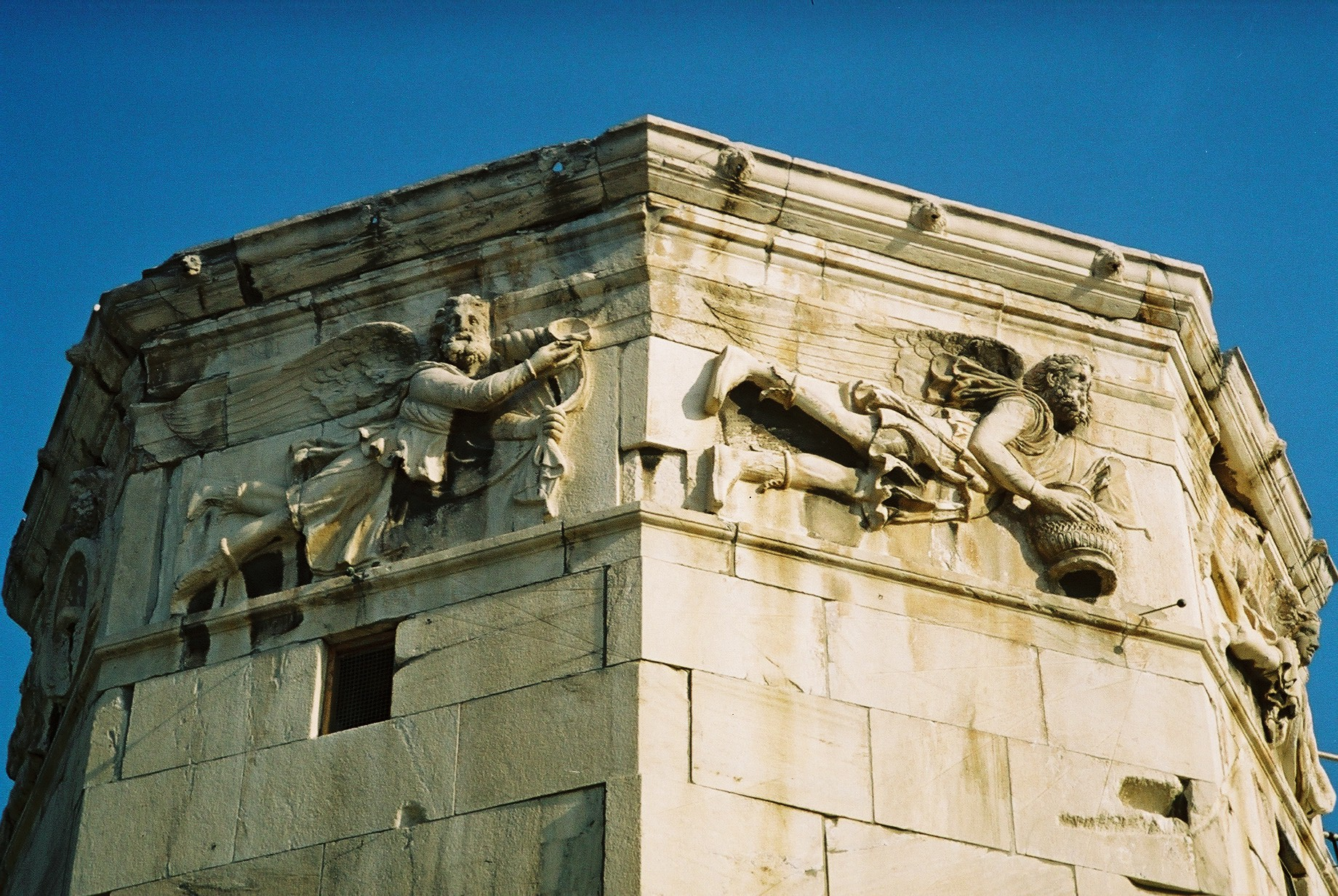
Часть фриза афинской башни ветров

Австер, Австр (лат. auster, юг, от греч. auo, сушу) — у древних римлян южный ветер, зимой приносящий туман и дождь; летом — сухой и вредный для здоровья.
В мифологии — сын богини Авроры и титана Астрея, южный ветер, соответствующий греческому Ноту; приносит ненастье, дождь и бурю.
В Афинах, на историческом памятнике астронома Андроника (Andronicus Cyrrhestes), названном «башней ветров», он представлен в виде юноши в лёгкой одежде и с опрокинутой кружкой в руках.